# 石川県道292号加賀温泉停車場線
石川県道292号加賀温泉停車場線（いしかわけんどう292ごう かがおんせんていしゃじょうせん）は、石川県加賀市作見町地内にある一般県道（石川県道）である。

## 概要
- 起点：石川県加賀市作見町ヲ37番3地先（＝北陸新幹線・IRいしかわ鉄道線 加賀温泉駅前）
- 終点：石川県加賀市作見町ニ49番1地先（＝加賀温泉駅東口交差点・石川県道147号片山津山代線交点）

## 歴史
- 1970年（昭和45年）12月1日：路線認定。当時の区間は、現在の起点から加茂交差点（現在の石川県道147号片山津山代線と国道8号（国道305号と重複）との交点）までであった。のちに、現在の区間に短縮。

## 接続道路
- 石川県道147号片山津山代線（加賀温泉駅東口交差点、加賀市作見町：終点）